# Pantanagianni
Pantanagianni is een plaats (frazione) in de Italiaanse gemeente Carovigno.